# 新根纳
新根纳（德語：Neuengönna）是德国图林根州的一个市镇。总面积6.17平方公里，总人口684人，其中男性366人，女性318人（2011年12月31日），人口密度111人/平方公里。